# Payakumbuh
Payakumbuh (en indonésien : Kota Payakumbuh) est une ville du Sumatra occidental, en Indonésie. Elle compte plus de 122 000 habitants et couvre une superficie de 80,43 km². Elle est située dans les hautes terres de Minangkabau (en), à 120 km de Padang et 180 km de Pekanbaru.

## Culture
Toutes les semaines se tiennent les pacu itiak, des courses de canard volants, une tradition locale.